# Cheile Vârghișului și peșterile din chei
Cheile Vârghișului și peșterile din chei (în maghiară Vargyas-szoros, în germană Virghis Klamm) alcătuiesc o arie protejată de interes național ce corespunde categoriei a IV-a IUCN (rezervație naturală de tip mixt), situată pe teritoriul județelor Covasna și Harghita.

## Localizare
Rezervația naturală se află la limita sudică a județului Harghita cu județul Covasna, în partea nordică a Munților Perșani și este străbătută de valea Vârghișului ce izvorăște din Munții Harghita (Carpații Orientali). 

## Descriere

Intrare în Peştera Lócsűr

Rezervația naturală  a fost declarată arie protejată prin Legea Nr.5 din 6 martie 2000, publicată în Monitorul Oficial al României, Nr.152 din 12 aprilie 2000 (privind aprobarea Planului de amenajare a teritoriului național - Secțiunea a III-a - zone protejate) și se întinde pe o suprafață de 800 hectare.
Aria protejată reprezintă un sector de îngustare realizat în calcare jurasice de râul Vârghiș, cu fenomene exocarstice și endocarstice de mare spectaculozitate. 
Pe versanții adiacenți râului există mai multe peșteri, dintre care cea mai cunoscută o reprezintă Peștera Orban Balazs . 
Rezervația Cheile Vărgișului și peșterile din chei se suprapune sitului Natura 2000 - Cheile Vârghișului.

## Biodiversitate
Aria naturală dispune de mai multe tipuri de habitate, astfel: păduri de fag (Luzulo-Fagetum), păduri de tei, arțar, paltin și jugastru pe versanți abrupți, păduri aluviale cu arin negru și frasin, păduri dacice de fag, pajiști seminaturale, tufărișuri pe substrat calcaros, stâncării cu vegetație chasmofitică, grohotișuri, ravene și peșteri.

### Floră

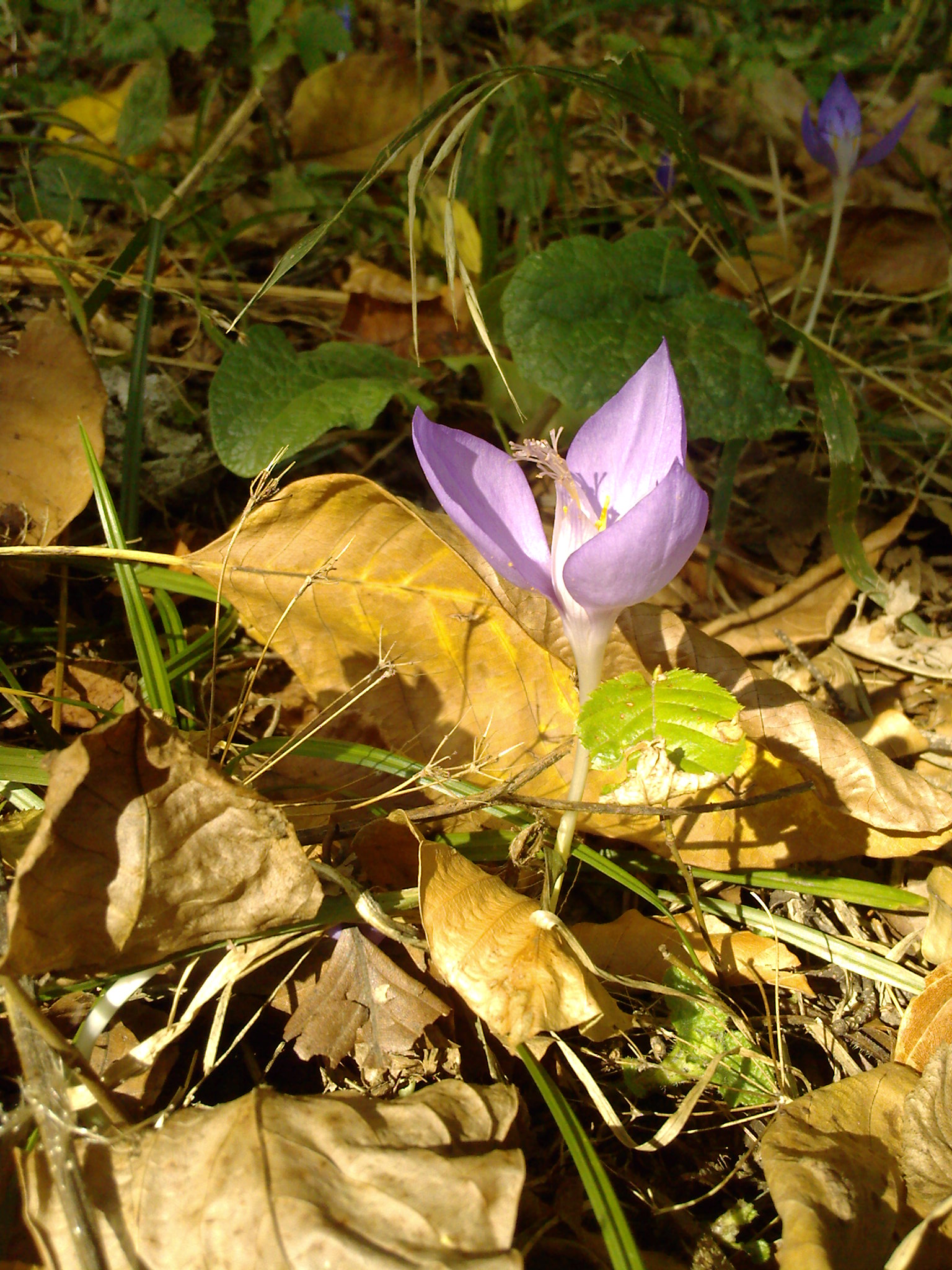
Crocus banaticus

Flora rezervației este alcătuită din arbori și arbusti cu specii de: fag (Fagus sylvatica), stejar (Quercur robur), mesteacăn (Betula pendula), frasin (Fraxinus excelsior), tei (Tilia), arțar (Acer platanoides), paltin de munte (Acer pseudoplatanus), jugastru (Acer campestre), arin (Alnus glutinosa), salcie (Salix alba), alun (Corylus avellana), mur (Rubus fruticosus), măceș (Rosa canina).
La nivelul ierburilor, pe pajiștile și fănețele ariei naturale sunt întâlnite mai multe specii floristice, printre care: iris (Iris aphylla), papucul doamnei (Cypripedium calceolus), ciurul zânelor (Carlina acaulis), didițelul (Pulsatilla alba), brândușă de toamnă (Colchicum autumnale și Crocus banaticus), ghiocel (Galanthus nivalis) sau păștiță (Anemone nemorosa).

### Faună
Fauna ariei naturale este una diversificată și bine reprezentată de mai multe specii de mamifere, păsări, pești, reptile, și amfibieni (unele aflate pe lista roșie a IUCN).

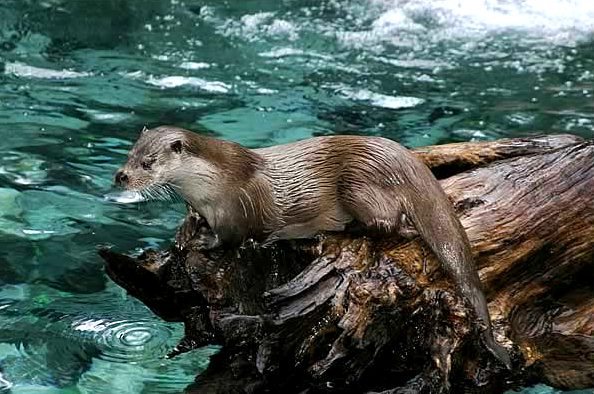
vidră de râu (Lutra lutra)

Mamifere: căprioară (Capreolus capreolus), urs brun (Ursus arctos), lup (Canis lupus), mistreț (Sus scrofa), vulpe (Vulpes vulpes crucigera), pisică sălbatică (Felis silvestris), vidră de râu (Lutra lutra), veveriță roșie (Sciurus vulgaris), dihor (Mustela putorius), hermelină (Mustelea erminea), arici (Erinaceus europaeus), cârtiță (Talpa europaea), chițcan de munte (Sorex alpinus), chițcan de pădure (Sorex araneus), chițcan de apă (Neomys fodiens), pârș (Glis glis), șoarece de câmp (Microtus arvalis), liliacul cârn (Barbastella barbastellus), liliacul de apă (Myotis daubentonii), liliacul cu urechi de șoarece (Myotis blythii), liliacul comun (Myotis myotis), liliacul cu potcoavă (Rhinolophus ferrumequinum), liliacul urecheat (Plecotus auritus), liliacul de amurg (Nyctulus noctula); 
Păsări: găinușa de alun (Tetrastes bonasia), ieruncă (Tetrastes bonasia), acvila țipătoare mică (Aquila pomarina), corb (Corvus corax), pițigoi moțat (Parus cristatus), aușel (Regulus regulus), mierlă (Turdus merula), mierlă de apă (Cinclus cinclus), ciocănitoare neagră (Dryocopus martinus), ciocănitoare de munte (Picoides tridactylus), pițigoi de brădet (Parus atus), vânturel (Falco vespertinus), codobatură (Motacilla alba), mugurar (Pyrrhula pyrrhula), sturz de vâsc (Turdus viscivorus), sticlete (Carduelis carduelis), uliu (Accipiter nisus).
Pești: păstrăv fântânel (Salvelinus fontinalis), păstrăv curcubeu (Salmo gairderi irideus), păstrăv brun (Truite fario), babușcă (Rutilus rutilus), zvârlugă (Cobitis taenia), scobar (Chondrostoma nasus), lipan (Thymallus thymallus), clean (Squalius cephalus), craiete (Phoxinus phoxinus), mreană (Barbus barbus);
Reptile și amfibieni: șopârla de zid (Podarcis muralis), șopârla vivipară (din specia Zootoca vivipara), vipera berus (Vipera berus), năpârcă (Anguis fragilis), șarpele lui Esculap (Elaphe longissima), șarpele de alun (Coronella austriaca), salamandră (Salamandra salamandra).
Insecte: croitorul alpin (Rosallia alpina), cărăbuși din speciile Carabus variolosus și Cucujus cinnaberinus, cosaș de stepă (Saga pedo - specie incadrată pe lista roșie a IUCN  ca vulnerabilă).

## Căi de acces
- Drumul național DN13A Miercurea Ciuc - Vlăhița, de aici se intră în drumul județean DJ132 spre Lueta - Merești
- Drumul național DN12 Sfântu Gheorghe - Bodoc, se intră în stânga pe drumul județean DJ122 spre Bățanii Mari - Biborțeni - Baraolt, de aici în partea dreaptă se intră în drumul județean DJ131 spre Tălișoara și se ajunge în satul Vârghiș.

## Obiective turistice
În vecinătatea rezervației naturale se află mai multe obiective de interes turistic (monumente istorice, lăcașuri de cult, arii naturale),  astfel:

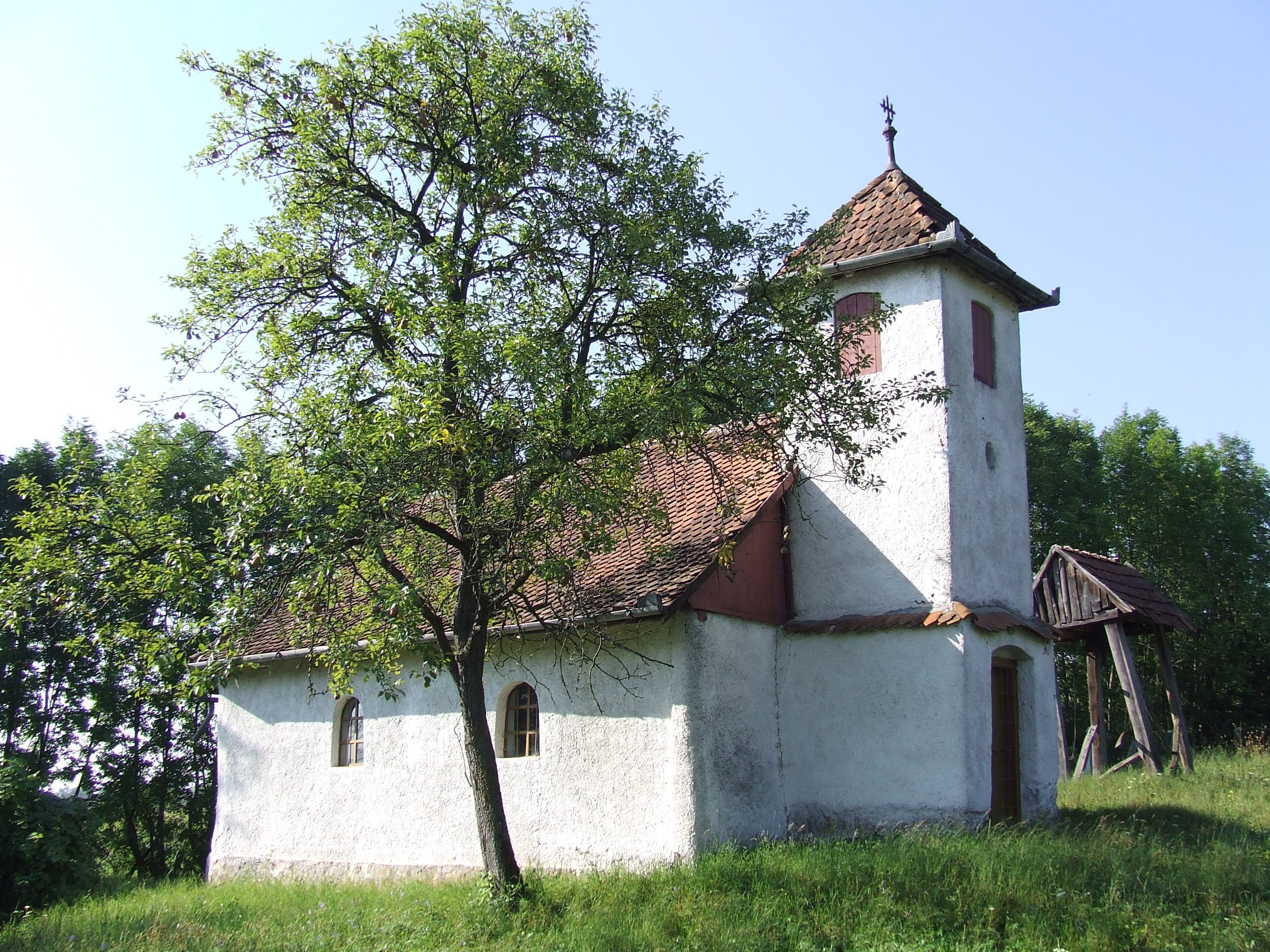
Biserica de lemn din Vârghiş, județul Covasna

- Biserica unitariană din Merești, construcție 1789-1793, monument istoric
- Biserica de lemn din Vârghiș cu hramul „Sf. Arhangheli Mihail și Gavriil”, construcție 1807, monument istoric[17]
- Gospodărie țărănească (casă, șură, hambar, poartă, fântână cu cumpănă) din satul Vârghiș, construcție 1783, monument istoric
- Cetatea dacică de la Merești[18]
- Dealurile Homoroadelor
- Munții Bodocului
- Poiana narciselor de la Vlăhița, rezervație naturală de tip floristic
- Tinovul Luci, arie naturală protejată (mlaștină ologotrofă) ce adăpostește plante rare de turbărie, printre care și o specie insectofagă, cunoscută sub denumirea populară de roua cerului (Drosera rotundifolia).